# Districtele Ugandei

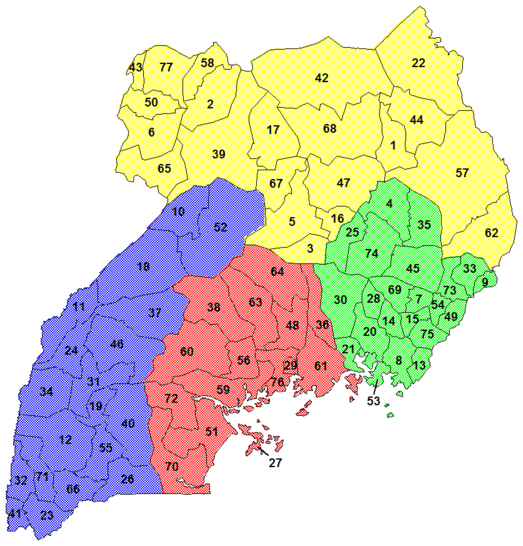
Harta districtelor Ugandei în cadrul celor 4 regiuni

Conform reformei administrative din Uganda, statul este împărțit în 80 de districte. Acestea sunt repartizate în 4 regiuni care nu au valoare administrativă. Districtele Ugandei poartă numele orașelor cu funcție comercială și administrativă. Ele sunt divizate în comitate, sub-comitate, parohii și sate. Mai jos este o listă a acestora, grupate pe regiuni.

## Regiunea Central
- Kalangala
- Kampala
- Kayunga
- Kiboga
- Luwero
- Lyantonde
- Masaka
- Mityana
- Mpigi
- Mubende
- Mukono
- Nakaseke
- Nakasongola
- Rakai
- Sembabule
- Wakiso

## Regiunea Eastern
- Amuria
- Budaka
- Bududa
- Bugiri
- Bukedea
- Bukwa
- Busia
- Namutumba
- Butaleja
- Iganga
- Jinja
- Kaberamaido
- Kaliro
- Kamuli
- Kapchorwa
- Katakwi
- Kumi
- Manafwa
- Mayuge
- Mbale
- Pallisa
- Sironko
- Soroti
- Tororo

## Regiunea Northern
- Abim
- Adjumani
- Amolatar
- Amuru
- Apac
- Arua
- Dokolo
- Gulu
- Kaabong
- Kitgum
- Koboko
- Kotido
- Lira
- Maracha-Terego
- Moroto
- Moyo
- Nakapiripirit
- Nebbi
- Oyam
- Pader
- Yumbe

## Regiunea Western
- Bulisa
- Bundibugyo
- Bushenyi
- Hoima
- Ibanda
- Isingiro
- Kabale
- Kabarole
- Kamwenge
- Kanungu
- Kasese
- Kibaale
- Kiruhura
- Kisoro
- Kyenjojo
- Masindi
- Mbarara
- Ntungamo
- Rukungiri